# Giao tiếp bằng mắt

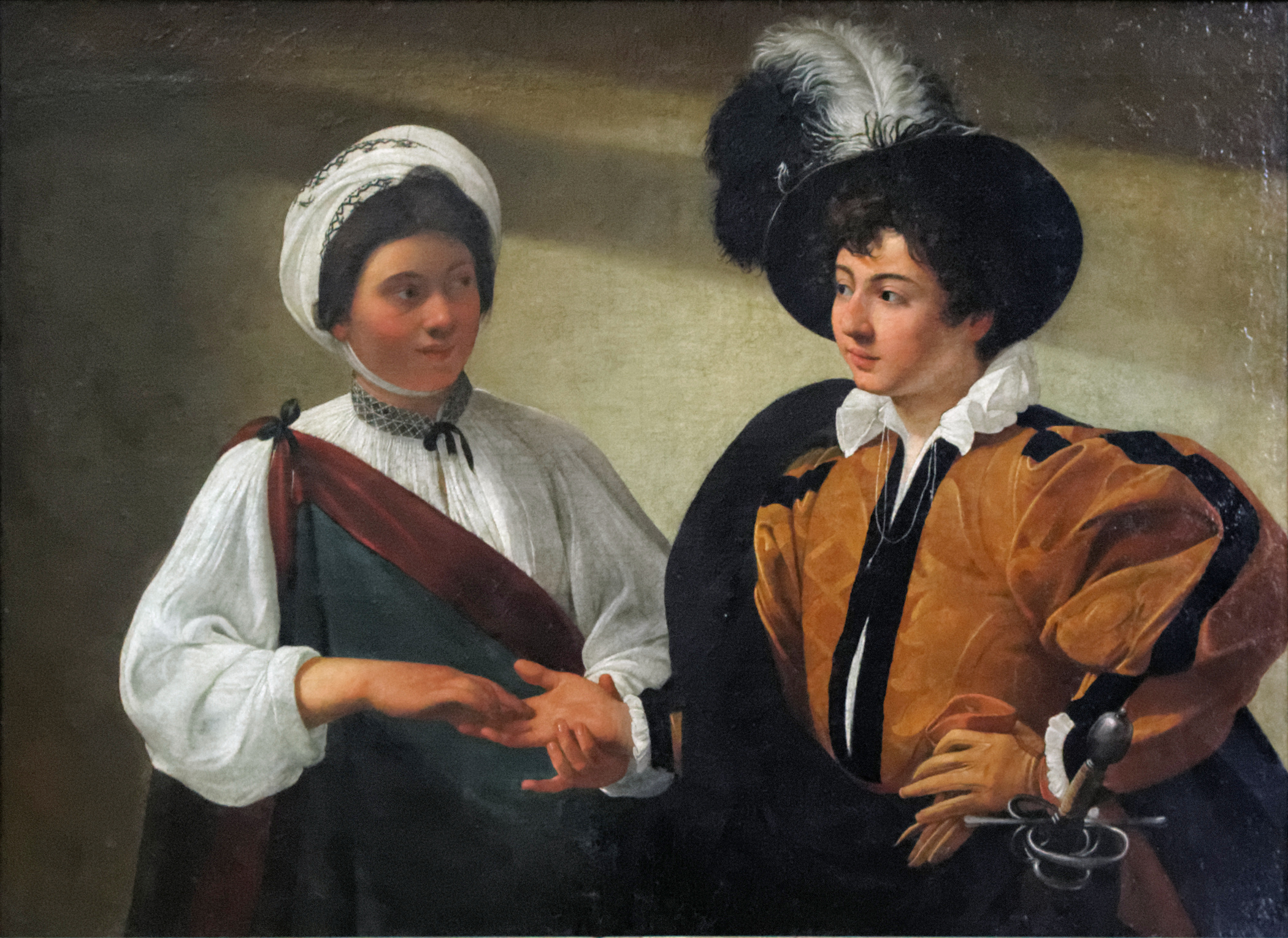
Hai nhân vật giao tiếp bằng mắt trong The Fortune Teller của Caravaggio

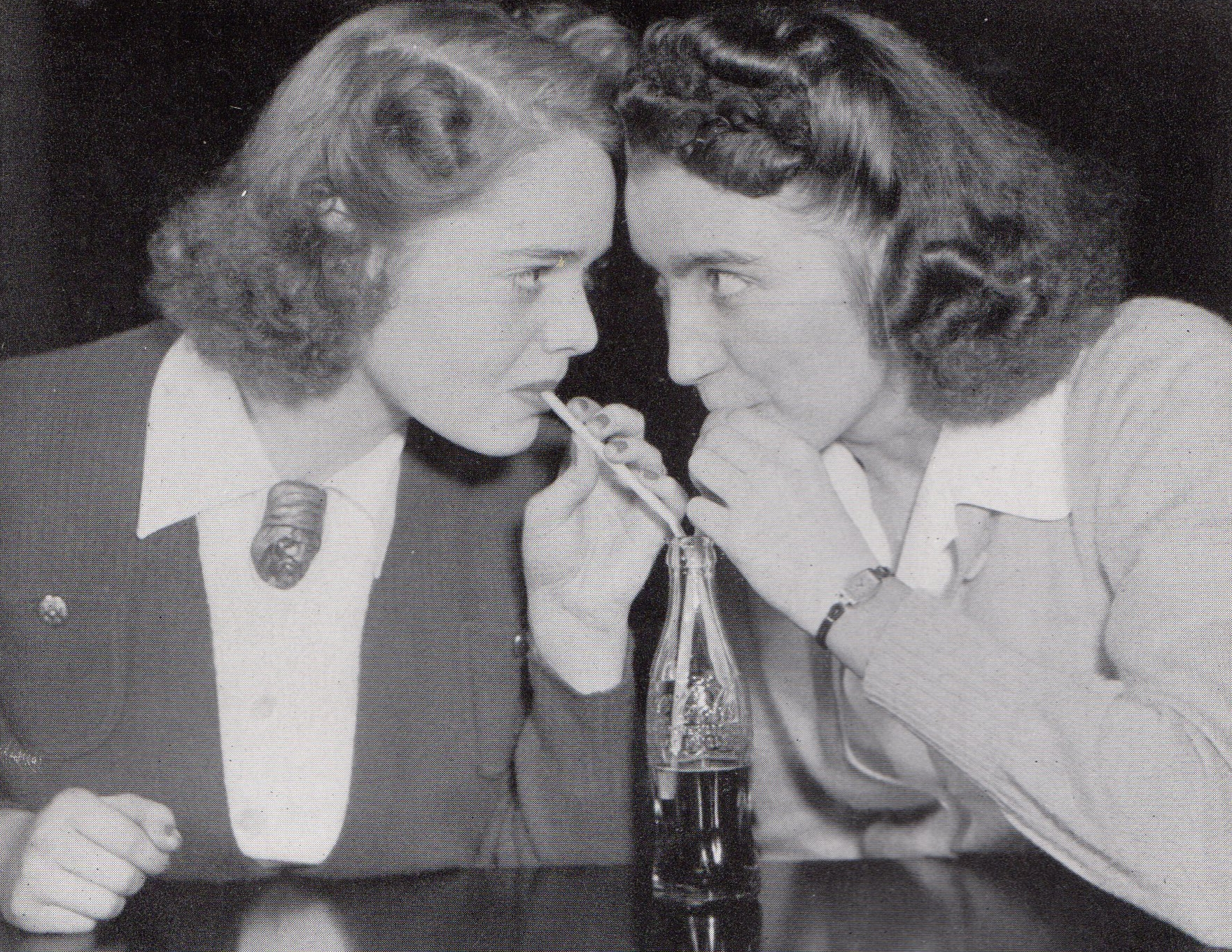
Hai học sinh khóa mắt.

Giao tiếp bằng mắt xảy ra khi hai con vật nhìn vào mắt nhau cùng một lúc. Ở con người, giao tiếp bằng mắt là một hình thức giao tiếp phi ngôn ngữ và được cho là có ảnh hưởng lớn đến hành vi xã hội. Được đặt ra từ đầu đến giữa những năm 1960, thuật ngữ này xuất phát từ phương Tây để thường định nghĩa hành động này là một dấu hiệu có ý nghĩa và quan trọng của sự tự tin, tôn trọng và khả năng giao tiếp xã hội. Phong tục và ý nghĩa của giao tiếp bằng mắt khác nhau giữa các xã hội, với sự khác biệt về tôn giáo và xã hội thường làm thay đổi ý nghĩa của nó rất nhiều.
Các nghiên cứu về giao tiếp bằng mắt đôi khi được gọi là oculesics.

## Ý nghĩa xã hội
Giao tiếp bằng mắt và biểu cảm trên khuôn mặt cung cấp thông tin xã hội và cảm xúc quan trọng. Mọi người, có lẽ không có ý thức làm như vậy, tìm kiếm ánh mắt và khuôn mặt của người khác để tìm dấu hiệu tâm trạng tích cực hoặc tiêu cực. Trong một số bối cảnh, cuộc gặp gỡ của đôi mắt khơi dậy những cảm xúc mạnh mẽ. Giao tiếp bằng mắt cung cấp một số cảm xúc mạnh mẽ nhất trong một cuộc trò chuyện xã hội. Điều này chủ yếu là bởi vì nó cung cấp chi tiết về cảm xúc và ý định. Trong một nhóm nếu giao tiếp bằng mắt không bao gồm một cá nhân nào đó, điều đó có thể khiến cá nhân đó cảm thấy bị tách rời khỏi nhóm, mặt khác, giao tiếp bằng mắt có thể truyền tín hiệu với người đó rằng bạn quan tâm đến những gì họ nói.
Giao tiếp bằng mắt cũng là một yếu tố quan trọng trong việc tán tỉnh, nơi nó có thể phục vụ để thiết lập và đánh giá sự quan tâm của người khác trong một số tình huống. Giao tiếp bằng mắt mà tín hiệu thu hút ban đầu bắt đầu như một cái nhìn thoáng qua và tiến triển thành một chuỗi liên lạc bằng mắt liên tục.

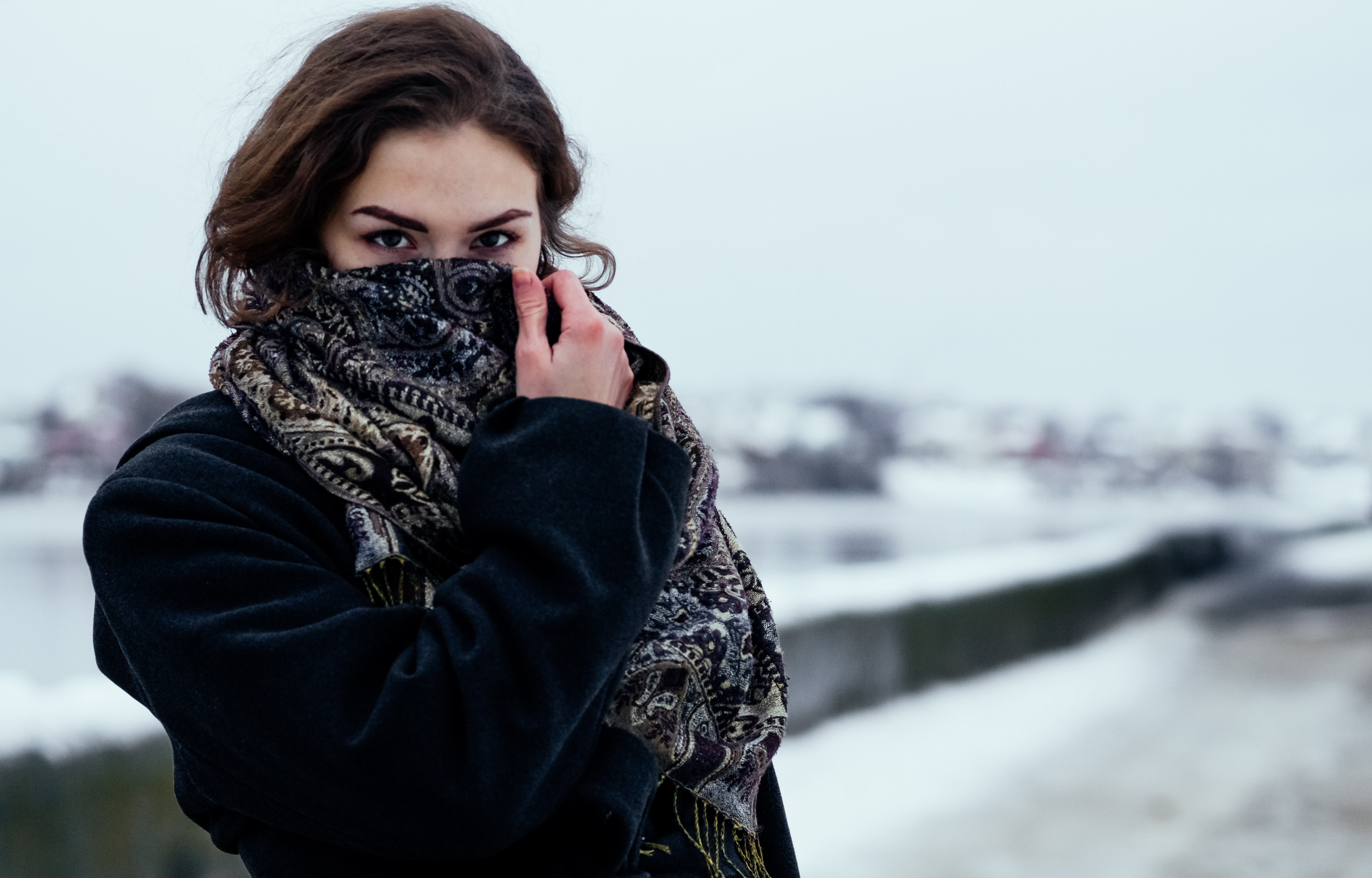
Khuyến khích giao tiếp bằng mắt bằng cách thu hẹp khuôn mặt có thể nhìn xuống mắt. Hoặc để tán tỉnh (với máy ảnh) hoặc để chịu đựng hình ảnh của một người được chụp bằng cách ẩn danh trong khi xem đối tác.

Trong quá trình không tập trung dân sự, những người lạ ở gần, chẳng hạn như đám đông, tránh giao tiếp bằng mắt để giúp duy trì sự riêng tư của họ. 

## Các hiệu ứng
Khi hai hoặc nhiều cá nhân nói chuyện, người nói chuyện đã quen bị nhìn lại. Do đó, giao tiếp bằng mắt có thể khiến người khác mong đợi cuộc trò chuyện. Thảo luận về giao tiếp bằng mắt thực sự khá khó khăn vì bất kỳ nỗ lực nào để phân loại mức độ (tiếp xúc bền vững hoặc đo lường trực tiếp) và bản chất của giao tiếp bằng mắt gần như được đảm bảo có chứa nhiều mô tả xuất phát từ khuynh hướng văn hóa của chính mình.

### Cha mẹ và con
Một nghiên cứu năm 1985 cho thấy "trẻ sơ sinh 3 tháng tuổi không nhạy cảm với việc trở thành đối tượng của sự quan tâm trực quan của người khác". Một nghiên cứu ở Canada năm 1996 với trẻ sơ sinh 3 đến 6 tháng tuổi cho thấy nụ cười ở trẻ sơ sinh giảm khi tiếp xúc với mắt người lớn bị loại bỏ. Một nghiên cứu gần đây của Anh trên Tạp chí Khoa học thần kinh nhận thức cho thấy nhận dạng khuôn mặt của trẻ sơ sinh được tạo điều kiện thuận lợi bằng ánh mắt trực tiếp. Một nghiên cứu gần đây khác đã xác nhận rằng ánh mắt trực tiếp của người lớn ảnh hưởng đến ánh mắt trực tiếp của trẻ sơ sinh. Trong năm đầu tiên, trẻ sơ sinh học nhanh chóng rằng các hành vi tìm kiếm của người khác truyền tải thông tin quan trọng. Trẻ sơ sinh thích nhìn vào khuôn mặt khiến chúng nhìn chằm chằm vào nhau và ngay từ khi còn nhỏ, những đứa trẻ khỏe mạnh cho thấy sự tăng cường xử lý thần kinh của ánh mắt nhìn trực tiếp.
Những câu chuyện xung đột từ trẻ em của những người nhập cư Hàn Quốc đến Hoa Kỳ xoay quanh cách chúng quản lý giao tiếp bằng mắt với người lớn. Ở trường, khi bị khiển trách, giáo viên có thể nói điều gì đó với tác động của "Hãy nhìn thẳng vào tôi khi tôi đang nói chuyện với bạn." Ở nhà, nếu cha mẹ làm việc khiển trách, giao tiếp bằng mắt sẽ khiến tình hình tồi tệ hơn. Trong những tình huống như vậy, trẻ em Hàn Quốc được dạy nhìn vào sàn nhà vì vậy những yêu cầu hoàn toàn trái ngược với những gì được mong đợi ở trường. 

### Giao tiếp chú ý
Hướng nhìn của một người có thể chỉ ra cho người khác biết sự chú ý của họ nằm ở đâu.

### Tạo điều kiện học tập
Vào những năm 2000, các nghiên cứu cho thấy rằng giao tiếp bằng mắt có tác động tích cực đến việc lưu giữ và thu hồi thông tin và có thể thúc đẩy việc học tập hiệu quả hơn.

### Sự nhạy cảm của người mẹ
Trong một nghiên cứu năm 2001 được thực hiện ở Đức kiểm tra trẻ sơ sinh Đức trong 12 tuần đầu đời, các nhà nghiên cứu đã nghiên cứu mối quan hệ giữa giao tiếp bằng mắt, độ nhạy của mẹ và trẻ khóc để cố gắng xác định xem giao tiếp bằng mắt và độ nhạy của mẹ có ổn định theo thời gian hay không. Trong nghiên cứu tương quan này, họ bắt đầu bằng cách phân loại độ nhạy cảm của người mẹ đặt chúng vào một trong bốn loại hành vi: hành vi bị ức chế / dữ dội, làm biến dạng tín hiệu của trẻ sơ sinh, hành vi quá khích và hành vi hung hăng. Tiếp theo, người quan sát ghi hình các tương tác chơi thoải mái của mẹ và trẻ sơ sinh hàng tuần trong 12 tuần. Khi xem các video, họ đã đo sự giao tiếp bằng mắt giữa mẹ và trẻ sơ sinh bằng cách nhìn vào sự trùng lặp về thời gian khi các bà mẹ nhìn vào mặt trẻ sơ sinh và khi trẻ sơ sinh nhìn vào mặt người mẹ. Các bà mẹ cũng được yêu cầu ghi lại tiếng khóc của trẻ sơ sinh vào sổ.
Nghiên cứu cho thấy lượng giao tiếp bằng mắt giữa các bà mẹ và trẻ sơ sinh người Đức trong nghiên cứu tăng liên tục trong 12 tuần đầu tiên. Người mẹ đã tiếp xúc bằng mắt với con sớm (tuần 1-4) được mô tả là nhạy cảm với trẻ sơ sinh trong khi nếu không giữ giao tiếp bằng mắt, hành vi của cô được mô tả là không nhạy cảm. Họ cũng tìm thấy mối quan hệ tiêu cực giữa giao tiếp bằng mắt và thời gian khóc của trẻ sơ sinh; khi giao tiếp bằng mắt tăng, khóc giảm. Độ nhạy của mẹ cũng được chứng minh là ổn định theo thời gian. Theo nghiên cứu, những phát hiện này có thể có khả năng dựa trên giả định rằng các bà mẹ nhạy cảm có nhiều khả năng nhận thấy các vấn đề về hành vi của con họ hơn các bà mẹ không nhạy cảm.

## Khó khăn
Một số người thấy khó giao tiếp bằng mắt với người khác. Ví dụ, những người bị rối loạn tự kỷ hoặc lo lắng xã hội có thể thấy giao tiếp bằng mắt là đặc biệt đáng lo ngại.
Bệnh lác, đặc biệt là esophoria hoặc exophoria, cản trở giao tiếp bằng mắt bình thường: một người có mắt không thẳng hàng thường làm cho giao tiếp bằng mắt với đầy đủ chỉ có một mắt, trong khi định hướng của mắt khác lệch đi ít hay nhiều.

### Ác cảm và xử lý tâm thần
Trong một nghiên cứu được thực hiện bởi các nhà tâm lý học người Anh từ Đại học Stirling  trong số 20 trẻ em Anh năm tuổi, các nhà nghiên cứu kết luận rằng trong số những đứa trẻ trong nghiên cứu, những đứa trẻ tránh giao tiếp bằng mắt trong khi xem xét câu trả lời của chúng có nhiều khả năng Trả lời đúng hơn những trẻ duy trì giao tiếp bằng mắt. Trong khi con người có được thông tin hữu ích từ việc nhìn vào khuôn mặt khi lắng nghe ai đó, thì quá trình nhìn vào khuôn mặt lại đòi hỏi tinh thần và phải xử lý. Do đó, có thể không có ích khi nhìn vào khuôn mặt khi cố gắng tập trung và xử lý một cái gì đó đòi hỏi tinh thần. Trái ngược với điều này, Doherty-Sneddon cho rằng một cái nhìn chằm chằm trống rỗng cho thấy sự thiếu hiểu biết.